# Bono Perišić
Fra Bono Perišić (Fojnica, 1813. – 1887.) bio je hrvatski i bosanskohercegovački franjevac, pisac, kroničar.

## Životopis
Osnovnu naobrazbu stekao je u Fojnici, a filozofsko-teološku u Pečuhu. Enciklopedijski naobražen, počinje godine 1851. pisati kroniku prema rukopisu Ive Mirčetića, koja obuhvaća razdoblje od prijelaza Turaka u Europu 1373. do godine 1666. Dio ove kronike objelodanio je Drljić. Autor životopisa: Augustina Miletića, Vice Vicića, Jakova Križanića, Mije Čuića, Mate Krstičevića i Mije Zubića (rukopisi u fojničkom arhivu).

## Djela
- Kronika, povijest Crkve
- životopisi šest pisaca (rukopisi)

## Vanjske poveznice
- Ramski samostan  Arhivirana inačica izvorne stranice od 21. travnja 2009. (Wayback Machine)